# Europees kampioenschap voetbal onder 18 - 1996 (kwalificatie)
De kwalificatie voor het Europees kampioenschap voetbal voor mannen onder 18 jaar van 1996 werd gespeeld tussen 29 augustus 1995 en 14 mei 1996. Er zouden in totaal zeven landen kwalificeren voor het eindtoernooi dat in juli 1996 heeft plaatsgevonden in Frankrijk en Luxemburg. Frankrijk hoefde geen kwalificatiewedstrijden te spelen, dit land was als gastland automatisch gekwalificeerd. Luxemburg was ook gastland, maar dit land nam wel deel aan de kwalificatie. In totaal deden er 45 landen van de UEFA mee.

## Gekwalificeerde landen
| # | Land      | Gekwalificeerd als    |
| - | --------- | --------------------- |
| 1 | Frankrijk | Gastland              |
| 2 | Italië    | Winnaars tweede ronde |
| 3 | Hongarije | Winnaars tweede ronde |
| 4 | België    | Winnaars tweede ronde |
| 5 | Portugal  | Winnaars tweede ronde |
| 6 | Spanje    | Winnaars tweede ronde |
| 7 | Engeland  | Winnaars tweede ronde |
| 8 | Ierland   | Winnaars tweede ronde |

## Eerste ronde

### Groep 1
De wedstrijden werden gespeeld tussen 15 en 20 oktober 1995 in Oostenrijk. Joegoslavië kwalificeerde zich, maar het land werd gediskwalificeerd door de UEFA. Daarom ging het land dat tweede werd, Oostenrijk, door naar de volgende ronde.
| Pos | Team        | Wed | W | G | V | Ptn | DV | DT | +/− | Kwalificatie                    |  | YUG | AUT | GEO |
| --- | ----------- | --- | - | - | - | --- | -- | -- | --- | ------------------------------- |  | --- | --- | --- |
| 1   | Joegoslavië | 2   | 2 | 0 | 0 | 6   | 6  | 0  | +6  | Gediskwalificeerd.              |  | —   | 3–0 | 3–0 |
| 2   | Oostenrijk  | 2   | 1 | 0 | 1 | 3   | 3  | 4  | −1  | Geplaatst voor de tweede ronde. |  | —   | —   | 3–1 |
| 3   | Georgië     | 2   | 0 | 0 | 2 | 0   | 1  | 6  | −5  |                                 |  | —   | —   | —   |

### Groep 2
De wedstrijden werden gespeeld tussen 27 september en 29 november 1995.
| Pos | Team        | Wed | W | G | V | Ptn | DV | DT | +/− | Kwalificatie                    |     | GRE | SUI | LUX |
| --- | ----------- | --- | - | - | - | --- | -- | -- | --- | ------------------------------- | --- | --- | --- | --- |
| 1   | Griekenland | 4   | 3 | 1 | 0 | 10  | 11 | 2  | +9  | Geplaatst voor de tweede ronde. |     | —   | 1–1 | 3–0 |
| 2   | Zwitserland | 4   | 2 | 1 | 1 | 7   | 6  | 6  | 0   |                                 |     | 1–5 | —   | 1–0 |
| 3   | Luxemburg   | 4   | 0 | 0 | 4 | 0   | 0  | 9  | −9  |                                 | 0–2 | 0–3 | —   |     |

### Groep 3
De wedstrijden werden gespeeld tussen 26 september en 29 november 1995.
| Pos | Team      | Wed | W | G | V | Ptn | DV | DT | +/− | Kwalificatie                    |     | ITA | BUL | MLT |
| --- | --------- | --- | - | - | - | --- | -- | -- | --- | ------------------------------- | --- | --- | --- | --- |
| 1   | Italië    | 4   | 4 | 0 | 0 | 12  | 9  | 0  | +9  | Geplaatst voor de tweede ronde. |     | —   | 2–0 | 5–0 |
| 2   | Bulgarije | 4   | 2 | 0 | 2 | 6   | 4  | 3  | +1  |                                 |     | 0–1 | —   | 3–0 |
| 3   | Malta     | 4   | 0 | 0 | 4 | 0   | 0  | 10 | −10 |                                 | 0–1 | 0–1 | —   |     |

### Groep 4
De wedstrijden werden gespeeld tussen 6 september en 8 november 1995.
| Pos | Team     | Wed | W | G | V | Ptn | DV | DT | +/− | Kwalificatie                    |     | RUS | TUR | CZE |
| --- | -------- | --- | - | - | - | --- | -- | -- | --- | ------------------------------- | --- | --- | --- | --- |
| 1   | Rusland  | 4   | 2 | 1 | 1 | 7   | 9  | 6  | +3  | Geplaatst voor de tweede ronde. |     | —   | 1–1 | 4–1 |
| 2   | Turkije  | 4   | 1 | 2 | 1 | 5   | 4  | 4  | 0   |                                 |     | 2–3 | —   | 0–0 |
| 3   | Tsjechië | 4   | 1 | 1 | 2 | 4   | 3  | 6  | −3  |                                 | 2–1 | 0–1 | —   |     |

### Groep 5
De wedstrijden werden gespeeld tussen 9 en 13 oktober 1995 in Israël.
| Pos | Team         | Wed | W | G | V | Ptn | DV | DT | +/− | Kwalificatie                    |   | HUN | ISR | AZE |
| --- | ------------ | --- | - | - | - | --- | -- | -- | --- | ------------------------------- | - | --- | --- | --- |
| 1   | Hongarije    | 2   | 1 | 1 | 0 | 4   | 4  | 1  | +3  | Geplaatst voor de tweede ronde. |   | —   | 1–1 | 3–0 |
| 2   | Israël       | 2   | 1 | 1 | 0 | 4   | 3  | 2  | +1  |                                 |   | —   | —   | 2–1 |
| 3   | Azerbeidzjan | 2   | 0 | 0 | 2 | 0   | 1  | 5  | −4  |                                 | — | —   | —   |     |

### Groep 6
De wedstrijden werden gespeeld tussen 29 oktober en 2 november 1995 in Duitsland.
| Pos | Team      | Wed | W | G | V | Ptn | DV | DT | +/− | Kwalificatie                    |   | GER | CRO | ROU |
| --- | --------- | --- | - | - | - | --- | -- | -- | --- | ------------------------------- | - | --- | --- | --- |
| 1   | Duitsland | 2   | 2 | 0 | 0 | 6   | 5  | 2  | +3  | Geplaatst voor de tweede ronde. |   | —   | 4–2 | 1–0 |
| 2   | Kroatië   | 2   | 1 | 0 | 1 | 3   | 3  | 4  | −1  |                                 |   | —   | —   | 1–0 |
| 3   | Roemenië  | 2   | 0 | 0 | 2 | 0   | 0  | 2  | −2  |                                 | — | —   | —   |     |

### Groep 7
De wedstrijden werden gespeeld tussen 30 oktober en 3 november 1995 in België.
| Pos | Team     | Wed | W | G | V | Ptn | DV | DT | +/− | Kwalificatie                    |   | BEL | SLO | MDA |
| --- | -------- | --- | - | - | - | --- | -- | -- | --- | ------------------------------- | - | --- | --- | --- |
| 1   | België   | 2   | 2 | 0 | 0 | 6   | 6  | 3  | +3  | Geplaatst voor de tweede ronde. |   | —   | 3–1 | 3–2 |
| 2   | Slovenië | 2   | 1 | 0 | 1 | 3   | 3  | 4  | −1  |                                 |   | —   | —   | 2–1 |
| 3   | Moldavië | 2   | 0 | 0 | 2 | 0   | 3  | 5  | −2  |                                 | — | —   | —   |     |

### Groep 8
De wedstrijden werden gespeeld tussen 24 en 28 oktober 1995 in Denemarken.
| Pos | Team       | Wed | W | G | V | Ptn | DV | DT | +/− | Kwalificatie                    |   | POR | DEN | MKD |
| --- | ---------- | --- | - | - | - | --- | -- | -- | --- | ------------------------------- | - | --- | --- | --- |
| 1   | Portugal   | 2   | 2 | 0 | 0 | 6   | 4  | 0  | +4  | Geplaatst voor de tweede ronde. |   | —   | 1–0 | 3–0 |
| 2   | Denemarken | 2   | 1 | 0 | 1 | 3   | 2  | 1  | +1  |                                 |   | —   | —   | 2–0 |
| 3   | Macedonië  | 2   | 0 | 0 | 2 | 0   | 0  | 5  | −5  |                                 | — | —   | —   |     |

### Groep 9
De wedstrijden werden gespeeld tussen 21 en 25 november 1995 in Nederland.
| Pos | Team      | Wed | W | G | V | Ptn | DV | DT | +/− | Kwalificatie                    |   | NED | CYP | ARM |
| --- | --------- | --- | - | - | - | --- | -- | -- | --- | ------------------------------- | - | --- | --- | --- |
| 1   | Nederland | 2   | 2 | 0 | 0 | 6   | 14 | 4  | +10 | Geplaatst voor de tweede ronde. |   | —   | 5–2 | 9–2 |
| 2   | Cyprus    | 2   | 1 | 0 | 1 | 3   | 3  | 5  | −2  |                                 |   | —   | —   | 1–0 |
| 3   | Armenië   | 2   | 0 | 0 | 2 | 0   | 2  | 10 | −8  |                                 | — | —   | —   |     |

### Groep 10
De wedstrijden werden gespeeld tussen 4 en 8 oktober 1995 in Slowakije.
| Pos | Team      | Wed | W | G | V | Ptn | DV | DT | +/− | Kwalificatie                    |   | ESP | UKR | SVK |
| --- | --------- | --- | - | - | - | --- | -- | -- | --- | ------------------------------- | - | --- | --- | --- |
| 1   | Spanje    | 2   | 1 | 1 | 0 | 4   | 2  | 1  | +1  | Geplaatst voor de tweede ronde. |   | —   | 2–1 | 0–0 |
| 2   | Oekraïne  | 2   | 1 | 0 | 1 | 3   | 5  | 3  | +2  |                                 |   | —   | —   | 4–1 |
| 3   | Slowakije | 2   | 0 | 1 | 1 | 1   | 1  | 4  | −3  |                                 | — | —   | —   |     |

### Groep 11
De wedstrijden werden gespeeld tussen 31 oktober en 4 november 1995 in Polen.
| Pos | Team      | Wed | W | G | V | Ptn | DV | DT | +/− | Kwalificatie                    |   | NOR | POL | FAR |
| --- | --------- | --- | - | - | - | --- | -- | -- | --- | ------------------------------- | - | --- | --- | --- |
| 1   | Noorwegen | 2   | 2 | 0 | 0 | 6   | 11 | 2  | +9  | Geplaatst voor de tweede ronde. |   | —   | 4–2 | 7–0 |
| 2   | Polen     | 2   | 1 | 0 | 1 | 3   | 6  | 4  | +2  |                                 |   | —   | —   | 4–0 |
| 3   | Faeröer   | 2   | 0 | 0 | 2 | 0   | 0  | 11 | −11 |                                 | — | —   | —   |     |

### Groep 12
De wedstrijden werden gespeeld tussen 9 en 13 september 1995 in Litouwen.
| Pos | Team      | Wed | W | G | V | Ptn | DV | DT | +/− | Kwalificatie                    |   | SCO | LTU | EST |
| --- | --------- | --- | - | - | - | --- | -- | -- | --- | ------------------------------- | - | --- | --- | --- |
| 1   | Schotland | 2   | 2 | 0 | 0 | 6   | 5  | 1  | +4  | Geplaatst voor de tweede ronde. |   | —   | 1–0 | 4–1 |
| 2   | Litouwen  | 2   | 1 | 0 | 1 | 3   | 4  | 2  | +2  |                                 |   | —   | —   | 4–1 |
| 3   | Estland   | 2   | 0 | 0 | 2 | 0   | 2  | 8  | −6  |                                 | — | —   | —   |     |

### Groep 13
De wedstrijden werden gespeeld tussen 14 en 18 november 1995 in Engeland.
| Pos | Team     | Wed | W | G | V | Ptn | DV | DT | +/− | Kwalificatie                    |   | ENG | SWE | LAT |
| --- | -------- | --- | - | - | - | --- | -- | -- | --- | ------------------------------- | - | --- | --- | --- |
| 1   | Engeland | 2   | 2 | 0 | 0 | 6   | 8  | 2  | +6  | Geplaatst voor de tweede ronde. |   | —   | 6–2 | 2–0 |
| 2   | Zweden   | 2   | 1 | 0 | 1 | 3   | 5  | 7  | −2  |                                 |   | —   | —   | 3–1 |
| 3   | Letland  | 2   | 0 | 0 | 2 | 0   | 1  | 5  | −4  |                                 | — | —   | —   |     |

### Groep 14
De wedstrijden werden gespeeld tussen 29 augustus en 31 oktober 1995.
| Pos | Team    | Wed | W | G | V | Ptn | DV | DT | +/− | Kwalificatie                    |     | IRL | WAL | FIN |
| --- | ------- | --- | - | - | - | --- | -- | -- | --- | ------------------------------- | --- | --- | --- | --- |
| 1   | Ierland | 4   | 3 | 1 | 0 | 10  | 11 | 2  | +9  | Geplaatst voor de tweede ronde. |     | —   | 0–0 | 3–0 |
| 2   | Wales   | 4   | 2 | 1 | 1 | 7   | 5  | 5  | 0   |                                 |     | 0–3 | —   | 3–2 |
| 3   | Finland | 4   | 0 | 0 | 4 | 0   | 4  | 13 | −9  |                                 | 2–5 | 0–2 | —   |     |

### Groep 15
De wedstrijden werden gespeeld tussen 2 en 6 oktober 1995 in Noord-Ierland.
| Pos | Team          | Wed | W | G | V | Ptn | DV | DT | +/− | Kwalificatie                    |   | ISL | NIR | BLR |
| --- | ------------- | --- | - | - | - | --- | -- | -- | --- | ------------------------------- | - | --- | --- | --- |
| 1   | IJsland       | 2   | 1 | 1 | 0 | 4   | 3  | 2  | +1  | Geplaatst voor de tweede ronde. |   | —   | 3–2 | 0–0 |
| 2   | Noord-Ierland | 2   | 1 | 0 | 1 | 3   | 4  | 3  | +1  |                                 |   | —   | —   | 2–0 |
| 3   | Wit-Rusland   | 2   | 0 | 1 | 1 | 1   | 0  | 2  | −2  |                                 | — | —   | —   |     |

## Tweede ronde

### Groep 1
De wedstrijden werden gespeeld tussen 20 februari en 20 april 1996.
| Pos | Team        | Wed | W | G | V | Ptn | DV | DT | +/− | Kwalificatie                    |     | ITA | GRE | AUT |
| --- | ----------- | --- | - | - | - | --- | -- | -- | --- | ------------------------------- | --- | --- | --- | --- |
| 1   | Italië      | 4   | 3 | 1 | 0 | 10  | 9  | 1  | +8  | Geplaatst voor de tweede ronde. |     | —   | 4–0 | 2–0 |
| 2   | Griekenland | 4   | 2 | 0 | 2 | 6   | 3  | 7  | −4  |                                 |     | 1–3 | —   | 1–0 |
| 3   | Oostenrijk  | 4   | 0 | 1 | 3 | 1   | 0  | 4  | −4  |                                 | 0–0 | 0–1 | —   |     |

### Groep 2–7
De wedstrijden vonden plaats tussen 19 maart en 14 mei 1996.
| Groep   | Team 1    | Totaal | Team 2    | 1e wedstrijd | 2e wedstrijd |
| ------- | --------- | ------ | --------- | ------------ | ------------ |
| Groep 2 | Hongarije | 5–2    | Rusland   | 4–2          | 1–0          |
| Groep 3 | België    | 2–1    | Duitsland | 0–0          | 2–1          |
| Groep 4 | Portugal  | 4–3    | Nederland | 4–1          | 0–2          |
| Groep 5 | Spanje    | 7–1    | Noorwegen | 3–1          | 4–0          |
| Groep 6 | Engeland  | 6–0    | Schotland | 3–0          | 3–0          |
| Groep 7 | Ierland   | 3–2    | IJsland   | 2–1          | 1–1          |